# 스미스땃쥐
스미스땃쥐(Chodsigoa smithii)는 땃쥐과에 속하는 포유류의 일종이다. 중국의 고유종이다.